# Сребърен нитрат
Сребърният нитрат (AgNO3, още азоткислородно сребро, лапис, адски камък) е безцветен ромбоиден кристал. Плътността му е 4,352 g/cm³. Температурата му на топене е 209,7 °C, а при температура над 300 °C той се разлага. Разтворимост във вода (g/100 g) 122,2 при 0 °C, 222,5 при 20 °C, 770 при 100 °C. Разтворимост в метилов спирт: 3,6 g/100 g, в етилов спирт: 2,12 g/100 g, в ацетон: 0,44 g/100 g, в пиридин: 33,6 g/100 g (навсякъде при 20 °C).
Сребърният нитрат може да бъде получен чрез разтваряне на сребро в азотна киселина, при който се извършва следната реакция:
Ag + 2HNO3 → AgNO3 + NO2 + H2O

При допир с кожата оставя тъмни петна, тъй като сребърните йони се възстановяват до метал. Използва се в медицината за промивка и стерилизация на рани. Намира приложение и в аналоговата фотография. 

## Откриване
Открит е от Алберт Велики (Албертус Магнус) през XIII век. Той документира начин за разделяне на среброто от златото чрез азотна киселина. Последната утаява среброто, като се получава сребърен нитрат. Алберт отбелязва още, че сребърният нитрат оставя черни петна по кожата.

## Използване в медицината
Сребърният нитрат се използва в медицината (лаписен молив) за промивка на рани.
За първи път бил използван от лечителите Ян ван Хелмонт и Франциск Силвий, които го получавали, смесвайки сребро и азотна киселина. Те описали, че при съприкосновение на получените кристали с човешка кожа се получават черни петна по кожата, а при по-дълъг контакт – дълбоки рани.  Адският камък, както е популярното му име, не е чист сребърен нитрат, а негово съединение с калиев нитрат, и се среща често във вид на отлети плочки – лаписен молив. Той има промиващо действие и навлиза в кожните пори. Лечебното действие на сребърния нитрат се заключава в това, че потиска микроорганизмите, в неголяма концентрация може да се използва като противовъзпалително средство, а в концентрирани разтвори, както и на кристали, изсушава и разранява живите тъкани.

## Сребърен нитрат в литературата
В романа на Иван Тургенев „Бащи и синове“ Евгений Базаров моли баща си за адски камък:

На третия ден Базаров отишъл при баща си в стаята му да го пита дали има адски камък.

 – Защо ти е?

 – Нужно ми е... за да си промия една рана.